# Welcome to Waikiki
Welcome to Waikiki (hangeul : 으라차차 와이키키 ; RR : Eurachacha Waikiki) est une série télévisée sud-coréenne diffusée entre le 5 février et le 17 avril 2018 sur la chaîne JTBC, avec Kim Jung-hyun, Lee Yi-kyung et Son Seung-won.
Le 6 juin 2018, la série est renouvelée pour une deuxième saison, dont la première aura lieu en mars 2019,.
La série est diffusée sur Netflix depuis le 16 novembre 2018.

## Synopsis
Trois jeunes hommes rêvant de faire une carrière dans le cinéma, s’efforcent de lutter contre la faillite de leur maison d’hôtes nommée Waikiki. Un jour, une femme mystérieuse et son bébé apparaissent dans leur vie… 

## Distribution
Acteurs principaux
- Kim Jung-hyun : Kang Dong-gu
- Lee Yi-kyung : Lee Joon-ki
- Son Seung-won : Bong Doo-sik
- Jung In-sun : Han Yoon-ah
- Ko Won-hee : Kang Seo-jin
- Lee Joo-woo : Min Soo-ah

Acteurs secondaires
- Park Sung-woong : Park Sung-woong
- Seol Jung-hwan : Lee Yoon-suk, le petit ami de Soo-ah
- Han Ji-sang : Tae Hyun, le premier petit ami de Seo-jin
- Kim Young-ok : la grand-mère de Jang-gun
- Lee Deok-hwa : le père de Lee Deok-hwa
- Jason Scott Nelson : Guest de l'hôtel
- Kim Seo-hyung : Kim Hee-Ja
- Jo Woo-ri : Sun-woo, la fille du patron de Doo-sik
- Jin Ye-sol : Kwon Hye-jin
- Jeon Soo-kyung : Le propriétaire
- Wheesung : Wheesung
- Han Bo-bae : Yoon Mal-geum/Cherry, le premier amour de Doo-sik
- Kang Kyun-sung : Kang Kyun-sung
- Shin Seung-hwan : Min Soo-bong, le frère de Soo-ah
- Tae In-ho : Kim Jae-woo, un producteur JBC
- Kim Byung-se : Park Chang-ho
- Yoon Se-ah : Dong-gu
- Kim Ki-hyeon : Min Ki-young
- Seo Yu-ri : Radio DJ Seo Yu-ri
- Shin Hyun-soo : Philip, un mannequin
- Lee Ha-yool : Seo Jin-woo
- Kim Kiri : le rappeur MC Dacopy
- Kim Jin-woo : le père de Sol
- Jeong Su-yeong : la vendeuse du magasin de puériculture
- Shin Hyun-soo : Phillip
- Go Min-si : Lee Min-ah
- Choi Ri : Ji-min